# Fritz Streletz
Fritz Streletz, né le 28 septembre 1926 à Friedrichsgrätz (Haute-Silesie) et mort le 24 mars 2025 à Oranienbourg (Brandebourg), est un militaire est-allemand, Generaloberst de l’Armée populaire nationale (NVA), vice-ministre de la Défense nationale de la République démocratique allemande. Coresponsable du régime frontalier du mur de Berlin, il a été condamné à cinq ans et six mois d’emprisonnement pour homicide.

## Biographie
Fritz Streletz naît le 28 septembre 1926 à Friedrichsgrätz. De 1933 à 1941, il a fréquenté l’école primaire à Friedrichsgrätz et Eschenrode. Il a été sous-officier à Deggendorf de 1941 à 1943 et sous-officier à la Wehrmacht de 1944 à 1945. De février 1945 à octobre 1948, Fritz Streletz a été emprisonné par les Soviétiques. En octobre 1948, il entre dans la Police populaire allemande (DVP), commence son service en tant que sergent de la police de Zerbst, puis entame sa carrière d’officier et l’amène jusqu’en 1956 au poste Generaloberst de la Kasernierte Volkspolizei (KVP).
En 1948, Fritz Streletz est devenu membre du parti socialiste unifié d'Allemagne (SED). De 1959 à 1961, il a étudié à l’académie d’état-major de l’URSS, puis de 1961 à 1964, il a été chef d’état-major du district militaire III de Leipzig.
Nommé Generalmajor en 1964, Fritz Streletz a été adjoint du chef du Siège de la Armée populaire nationale (NVA) est-allemande et chef de l’administration opérationnelle de 1964 à 1978. Il a été promu Generalleutnant en 1969. De 1971 à 1989, il a succédé à Erich Honecker au poste de secrétaire du Conseil national de la défense. Il a été nommé vice-ministre de la Défense nationale et chef du siège le 1er janvier 1979 et promu général le 7 octobre 1979. De 1979 au 31 décembre 1989, Streletz a également servi de commandant en chef des forces armées du Pacte de Varsovie.

### Condamnation
Le 20 mai 1991, Fritz Streletz a été arrêté au nom du parquet de Berlin. Il a passé 28 mois en détention préventive au pénitencier de Moabit et a été inculpé pour la première fois le 2 février 1992. Le procès devant le Landgericht (tribunal de district) de Berlin a débuté le 12 novembre 1992. Fritz Streletz a été reconnu coupable d’incitation à l’assassinat par le Landgericht de Berlin en tant que coresponsable du régime frontalier du mur de Berlin, et fut condamné à cinq ans et six mois d’emprisonnement. La révision du ministère public a abouti à une condamnation pour homicide involontaire avec peines inchangées. Il a été libéré prématurément le 25 octobre 1997. En mars 2001, la Cour européenne des droits de l’homme a rejeté la plainte de Fritz Streletz.

## Ordres et distinctions

### République démocratique allemande
- Karl-Marx-Orden
- Ordre du Mérite patriotique en bronze, argent et or
- Ordre de Scharnhorst (décernée deux fois)
- Ordre de bataille "pour le mérite du peuple et de la patrie" (Kampforden „Für Verdienste um Volk und Vaterland“) en bronze
- Héros du travail (Held der Arbeit)
- Membre de la NVA (Verdienter Angehöriger der Nationalen Volksarmee)
- Verdienter Volkspolizist der Deutschen Demokratischen Republik
- Médaille du mérite de la RDA (Verdienstmedaille der DDR)
- Médaille du mérite de la NVA (Verdienstmedaille der Nationalen Volksarmee) en or (décernée quatre fois)
- Médaille d’or des organes du ministère de l’Intérieur (Verdienstmedaille der Organe des Ministeriums des Innern)
- Médaille de la classe ouvrière (Verdienstmedaille der Kampfgruppen der Arbeiterklasse) en or
- Médaille de la Reichsbahn niveau III (Verdienstmedaille der Deutschen Reichsbahn Stufe III)
- Médaille d'honneur de la Volkspolizei
- Médaille pour un service frontalier exemplaire (Medaille für vorbildlichen Grenzdienst)
- Médaille de la confrérie d’armes (Medaille der Waffenbrüderschaft) en or (décernée deux fois)
- Médaille des 30 ans de la fondation de la RDA (Medaille 30. Jahrestag der Gründung der DDR)
- Médaille de fidélité à la NVA (Medaille für treue Dienste in der Nationalen Volksarmee) en bronze, argent, or et classe spéciale
- Médaille pour services loyaux dans la police populaire encasernée (Medaille für treue Dienste in der Kasernierten Volkspolizei)

### Autres
- Ordre du Drapeau rouge
- Ordre de l’amitié des peuples
- Ordre Polonia Restituta
- Ordre de l'étoile rouge
- Ordre du Mérite Militaire Première Classe de la Yougoslavie
- Ordre de Rafidain 3e classe de la République d’Irak
- Ordre du mérite de première classe de la République arabe
- Médaille de la confrérie d’armes de la république populaire de Pologne
- Médaille "Pour la consolidation de la confrérie" 2e classe
- Médaille "Pour la consolidation de la confrérie" (République populaire de Bulgarie)
- Médaille hongroise des Frères d’Or (République populaire de Hongrie)
- Médaille du 30e anniversaire de la Victoire sur l'Allemagne
- Médaille des 60 ans des forces armées de l’URSS
- Médaille "30e anniversaire du soulèvement slovaque"
- Médaille "Trente ans d’armée populaire bulgare"
- Médaille "50e anniversaire de l’armée mongole"

## Publications
Fritz Streletz a écrit deux livres après la chute du mur de Berlin, en collaboration avec Heinz Keßler :
- Les crimes de l’OTAN (Die Verbrechen der NATO), Spotless-Verlag, Berlin 2000  (ISBN 3-933544-29-7)[2].
- Sans le Mur, il y aurait eu la guerre (Ohne die Mauer hätte es Krieg gegeben), Edition Ost, Berlin 2011  (ISBN 978-3-360-01825-0).[3]